# 1920年全米選手権 (テニス)
1920年 全米選手権（1920ねんぜんべいせんしゅけん）に関する記事。

## 大会の流れ
- 1881年から1967年まで、全米選手権は各部門が個別の名称を持ち、大会会場も別々のテニスクラブで開かれた。これが他の3つのテニス4大大会と大きく異なる点である。
  - 男子シングルス　名称：全米シングルス選手権（U.S. National Singles Championship）／会場：ニューヨーク市クイーンズ区フォレストヒルズ、ウエストサイド・テニスクラブ　（会場移転、1915年-1920年）
  - 男子ダブルス　名称：全米ダブルス選手権（U.S. National Doubles Championship）／会場：マサチューセッツ州ボストン市、ロングウッド・クリケット・クラブ　（1917年-1933年まで）
  - 女子シングルス　名称：全米女子シングルス選手権（U.S. Women's National Singles Championship）／会場：ペンシルベニア州、フィラデルフィア・クリケット・クラブ　（女子部門競技はすべてこの会場、1887年-1920年まで）
  - 女子ダブルス　名称：全米女子ダブルス選手権（U.S. Women's National Doubles Championship）／会場：フィラデルフィア・クリケット・クラブ　（1889年-1920年まで）
  - 混合ダブルス　名称：全米混合ダブルス選手権（U.S. Mixed Doubles Championship）／会場：フィラデルフィア・クリケット・クラブ　（1892年-1920年まで）
- 1920年全米選手権は、女子競技（女子シングルス・女子ダブルス・混合ダブルス）がペンシルベニア州「フィラデルフィア・クリケット・クラブ」（最初の会場）で開かれた最後のイベントである。1921年からは、女子競技もニューヨーク市クイーンズ区フォレストヒルズにある「ウエストサイド・テニスクラブ」（通称フォレストヒルズ）に移転した。男女シングルスは1977年までフォレストヒルズで開かれたが、ダブルス3部門はその後も会場移転が多い。
- 初期の全米選手権のように、外国人出場者が少なかった時期は、地元アメリカ人選手の国籍表示を省略する。

## 大会経過

### 男子シングルス
準々決勝
- コルケット・ケイナー vs. アービング・ライト　6-3, 6-4, 6-2
- ビル・ジョンストン vs. ワトソン・ウォッシュバーン　6-4, 6-4, 7-5
- ウォレス・ジョンソン vs. クラレンス・グリフィン　6-1, 6-3, 2-6, 6-4
- ビル・チルデン vs. ウォルター・ウェスブルック　6-3, 8-6, 6-1

準決勝
- ビル・ジョンストン vs. コルケット・ケイナー　6-3, 4-6, 8-6, 6-4
- ビル・チルデン vs. ウォレス・ジョンソン　14-12, 6-4, 6-4

### 女子シングルス
準々決勝
- ヘレーネ・ポラック vs. エディット・シガニー　6-3, 8-6
- モーラ・マロリー vs. エリナー・テナント　6-2, 2-6, 6-3
- エリナー・ゴス vs. マーサ・ナイルズ　6-4, 6-2
- マリオン・ジンダースタイン vs. レスリー・バンクロフト　6-4, 6-2

準決勝
- モーラ・マロリー vs. ヘレーネ・ポラック　6-2, 6-3
- マリオン・ジンダースタイン vs. エリナー・ゴス　6-3, 6-4

## 決勝戦の結果
- 男子シングルス：ビル・チルデン vs. ビル・ジョンストン　6-1, 1-6, 7-5, 5-7, 6-3
- 女子シングルス：モーラ・マロリー vs. マリオン・ジンダースタイン　6-3, 6-1
- 男子ダブルス：ビル・ジョンストン＆クラレンス・グリフィン vs. ウィリス・デービス＆ローランド・ロバーツ　6-2, 6-2, 6-3
- 女子ダブルス：マリオン・ジンダースタイン＆エリナー・ゴス vs. エリナー・テナント＆ヘレン・ベーカー　6-3, 6-1
- 混合ダブルス：ウォレス・ジョンソン＆ヘイゼル・ホッチキス・ワイトマン vs. クレイグ・ビドル＆モーラ・マロリー　6-4, 6-3